# Tatra KT8D5R.N2
Tatra KT8D5R.N2 (także KT8D5.RN2) – trójczłonowy wagon tramwajowy, który powstał w wyniku modernizacji czechosłowackiego tramwaju Tatra KT8D5. Modernizacja, polegająca przede wszystkim na wstawieniu nowego środkowego członu niskopodłogowego, przeprowadzana jest od 2002 roku. Wagony tego typu spotkać można w Brnie i Koszycach.

## Historia
Dopravní podnik města Brna (DPmB) po doświadczeniach z dwukierunkowymi tramwajami KT8D5, których do roku 2002 eksploatowano 35 (w tym niskopodłogowy wariant KT8D5N), odkupił w latach 2002–2003 od firmy ČKD PRAGOIMEX trzy używane wagony tego typu z Koszyc, które je wycofały ze względu na to, że taka liczba wagonów nie była potrzebna. Firma PRAGOIMEX zmodernizowała wszystkie trzy wagony, przebudowując dwa z nich na model KT8D5R.N2. Różnicą w stosunku do KT8D5 jest montaż środkowego członu niskopodłogowego, w czasie modernizacji wzorowano się na typie KT8D5N dostarczonym do Brna w liczbie siedmiu sztuk w latach 1998–1999.
Już w roku 2003 pierwsze tramwaje typu KT8D5R.N2 pojawiły się także w słowackich Koszycach. W Ostrawie zakłady komunikacyjne przeprowadziły modernizację na własną rękę, w latach 2003–2011 wszystkie KT8D5 przebudowano na jednokierunkowy typ Tatra KT8D5R.N1. W późniejszym okresie środkowe człony niskopodłogowe zamontowano także w wozach z Pragi i Pilzna, jednak praska i pilzneńska modernizacja jest bardziej zaawansowana i obejmuje także montaż nowego wyposażenia elektrycznego (model Tatra KT8D5R.N2P).

## Modernizacja

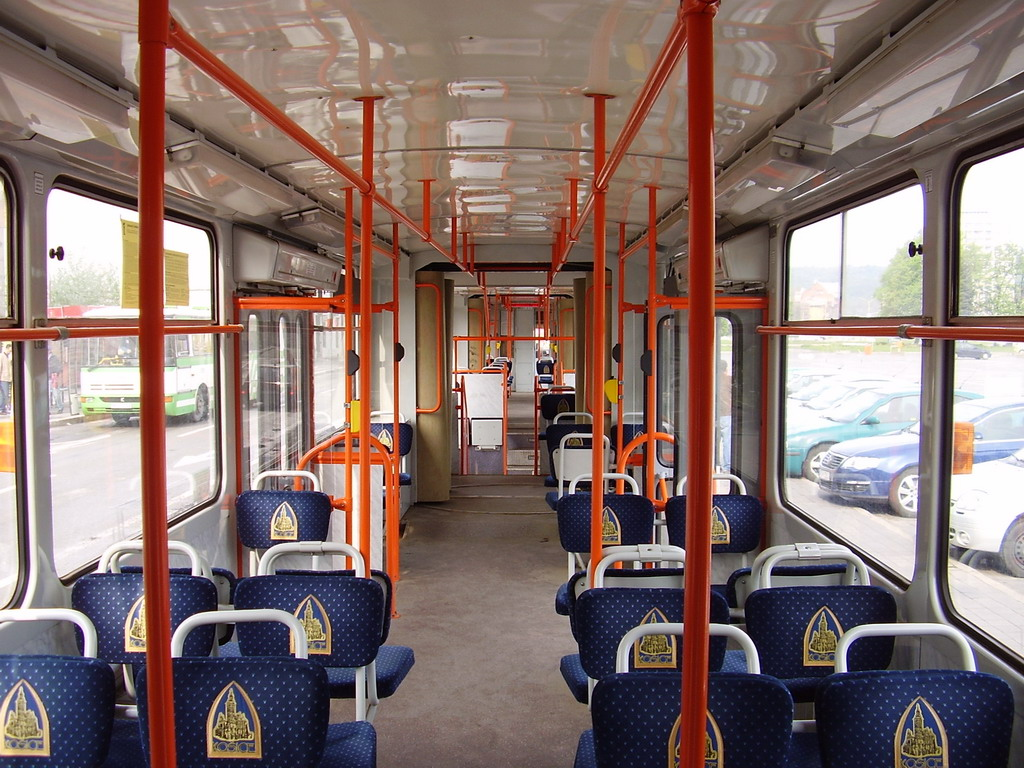
Wnętrze koszyckiego wozu KT8D5R.N2

Główną zmianą w trakcie modernizacji tramwajów była wymiana środkowego członu na nowy niskopodłogowy (wysokość podłogi 350 mm nad szyną). Ten oznaczony jako ML8LF dostarczyła firma KOS Krnov. Skrajne człony tramwaju (wysokość podłogi 900 mm nad szyną) zostały kompletnie odnowione a ich wnętrze wyremontowane. Miejsca siedzące wyremontowano zastępując skórę nowym materiałem, podłogę wyłożono wykładziną antypoślizgową, zainstalowano nowe grzejniki, zamontowano elektroniczny system informacji pasażerskiej. Częściowo unowocześniono kabiny motorniczego, zachowano jednak pierwotne sterowanie. Elektronika jest oryginalna, typu TV3, została jednak wymieniona przetwornica na nową, statyczną. Zamontowano ją na dachu tramwaju.

## Eksploatacja tramwajów Tatra KT8D5R.N2

### Brno
| Miasto | Artykuł | Typ       | Lata modernizacji | Liczba, szt | Uwagi | Źródło |
| ------ | ------- | --------- | ----------------- | ----------- | ----- | ------ |
| Brno   | artykuł | KT8D5R.N2 | od 2002           | 29          |       | [ 4 ]  |

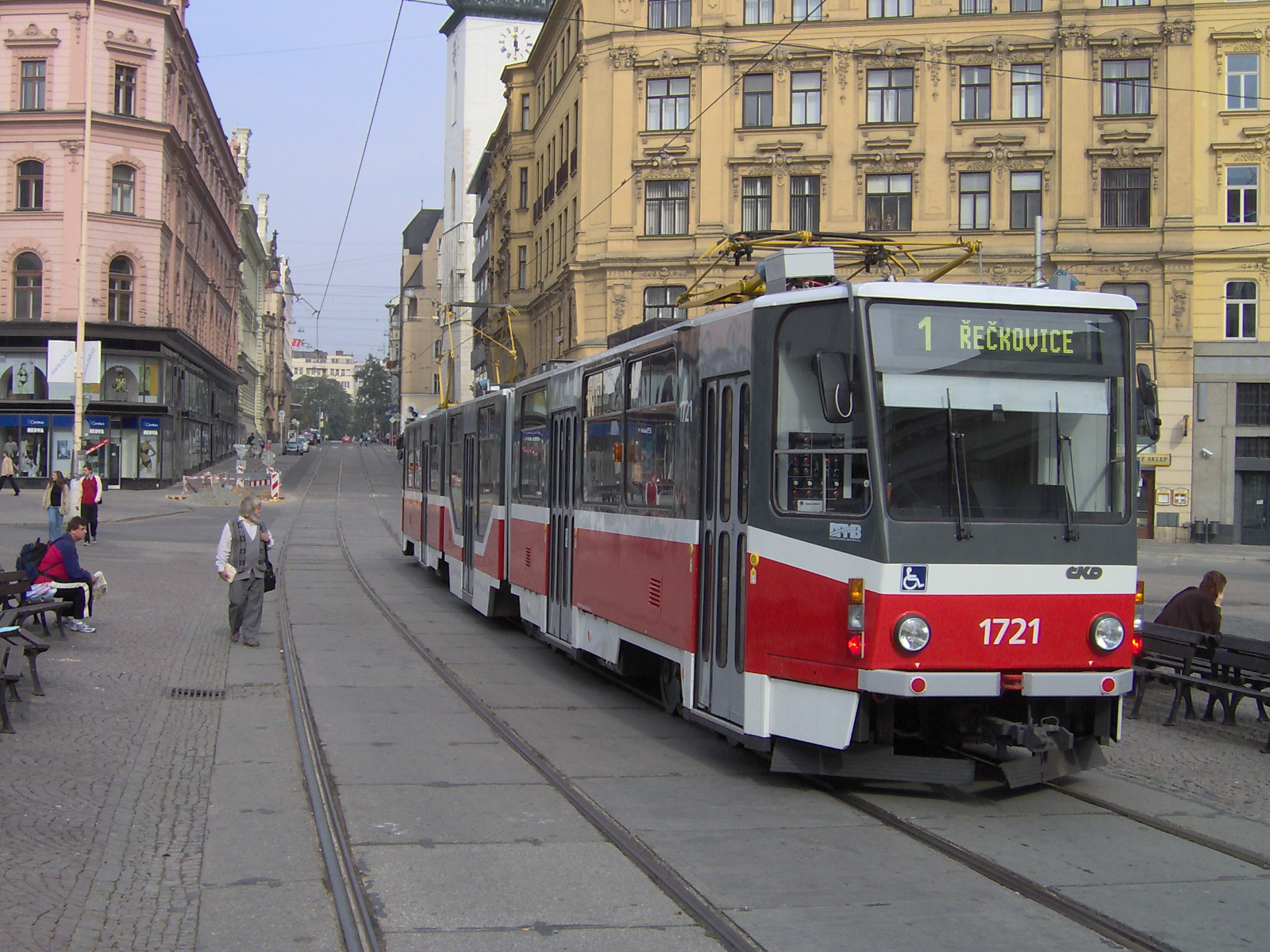
Brneński zmodernizowany tramwaj KT8D5R.N2 na placu Wolności

Brno stało się pierwszym miastem, do którego dostarczono zmodernizowane KT8D5R.N2. Jako pierwszy dostarczono tramwaj nr 1737, który przeszedł remont w 2002 r. Po remoncie tramwaj został oddany do użytku na jesień 2003 r. W roku 2004 zmodernizowano trzy tramwaje KT8D5, w następnych latach postępowano podobnie. W styczniu 2013 r. w eksploatacji w Brnie znajdowało się 29 tramwajów KT8D5R.N2 oraz dwa ostatnie oryginalne KT8D5.
Dwa ex-koszyckie wozy przeszły remont w Krnovských opravnách a strojírnách (KOS), kolejne przechodziły remonty w warsztatach tramwajowych DPmB.

### Koszyce
| Miasto  | Artykuł | Typ       | Lata modernizacji | Liczba, szt | Uwagi | Źródło |
| ------- | ------- | --------- | ----------------- | ----------- | ----- | ------ |
| Koszyce | artykuł | KT8D5R.N2 | 2003–2009         | 8           |       | [ 5 ]  |

Pierwsze dwa koszyckie tramwaje wysłano do remontu w 2003 r., a były to wagony o numerach 517 i 521. Z powodu oczekiwania na dowóz nowych części elektrycznych tramwaj zadebiutował w ruchu liniowym dopiero 30 kwietnia 2004 r. Zgodnie z umową zawartą przez Dopravný podnik mesta Košice z firmą ČKD PRAGOIMEX, miało być w ciągu 10 lat wyremontowanych dalszych 10 wozów. Jednak z powodu niewystarczających dotacji przez miasto Koszyce przedsiębiorstwa tramwajowego plan nie został zrealizowany. W kolejnych latach modernizowano jeden wóz KT8D5 rocznie. W styczniu 2013 r. w eksploatacji było 8 wagonów KT8D5R.N2, ostatni został wyremontowany w 2009 r.
W przeciwieństwie do brneńskich koszyckie wozy remontowano w firmie KOS Krnov.